# 銅色半線脂鯉
銅色半線脂鯉（学名：Hemigrammus cupreus），為脂鯉科半線脂鯉屬的一種熱帶淡水魚，分布於南美洲Solimões河流域，體長可達5.3公分，棲息底中層水域，生活習性不明。

## 扩展阅读
- 維基物種上的相關：銅色半線脂鯉